# Cantó d'Ate
El cantó d'Ate (en francès canton d'Apt) és una divisió administrativa francesa del departament de la Valclusa i del districte d'Ate. El cap cantonal és Ate i agrupa 27 municipis.

## Municipis

### 1801-2015
- Ate
- Auribèu
- Canòva
- Castelet
- Gargaç
- Ginhac
- La Gàrda d'Ate
- Rustrèu
- Sanhon
- Sant Martin de Castilhon
- Sant Savornin d'Ate
- Viènç
- lo Vilar

### des 2015
- Ate
- Lei Baumetas
- Aupeda
- Auribèu
- Bonius
- Buòus
- Canòva
- Castelet
- Civèrgas
- Gargaç
- Ginhac
- Gòrda
- Gòud
- La Gàrda d'Ate
- Jocaç
- La Còsta
- Lieus
- Menèrba
- Murs
- Rossilhon
- Rustrèu
- Sanhon
- Sant Martin de Castilhon
- Sant Pantali
- Sant Savornin d'Ate
- Viènç
- lo Vilar

## Administració
| Data d'elecció                           | Identitat    | Partit  | Qualitat |
| ---------------------------------------- | ------------ | ------- | -------- |
| 1949-1973                                | M. Robert    | radical |          |
| 1973-1979                                | Jean Étienne | RPR     |          |
| 1979-2015                                | Pierre Boyer | PS      |          |
| les dades anteriors no són pas conegudes |              |         |          |

| Data d'elecció | Identitat                         | Partit          | Qualitat |
| -------------- | --------------------------------- | --------------- | -------- |
| 2015-          | Maurice Chabert Dominique Santoni | Els Republicans |          |